# Мид, Стивен
Стивен Мид (en: Steven Mead; 26 февраля 1962, Борнмут) — британский музыкант-виртуоз, исполнитель на эуфониуме.

## Биография
Родился 26 февраля 1962 в Борнмуте. С 1973 по 1980 год учился в Борнмутской школе для мальчиков.
На сегодняшний день Стивен Мид известен как один из самых ярких в мире исполнителей на эуфониуме, давая ежегодно до 75 сольных концертов с известнейшими оркестрами, включая такие, как Штутгартский симфонический оркестр (Германия), Тронхеймский симфонический оркестр (Норвегия), симфонические оркестры Лахти и Хельсинкской филармонии (Финляндия), Capella Cracoviensis (Польша), Миннеаполисский популярный оркестр (США), Камерный оркестр Японии.